# Cascade Investment
Cascade Investment, L.L.C. — американская холдинговая компания и частная инвестиционная фирма со штаб-квартирой в Киркланде, штат Вашингтон, США. Она контролируется Биллом Гейтсом, а управляется Майклом Ларсоном. Более половины состояния Гейтса хранится в активах за пределами его пакета акций Microsoft. Cascade — компания-правопреемник Dominion Income Management, бывшего инвестиционного инструмента для активов Гейтса, которым управлял осужденный преступник Эндрю Эванс.
Сообщалось, что Ларсон управляет инвестициями Cascade через фирму Bill and Melinda Gates Investments, которая также контролирует портфели «Фонда Билла и Мелинды Гейтс» и связанных с ним организаций. За двадцать лет, прошедших с 1995 года, Ларсон добился совокупного среднегодового темпа роста в 11%, и по состоянию на 2014 год под его руководством работало 100 сотрудников. В 2021 году Cascade привлекла внимание из-за обвинений в токсичной рабочей среде в сторону Ларсона.